# Makrinóros
El Makrinóros (en griego: Μακρυνόρος, la «montaña larga») es un macizo montañoso del norte del Etolia-Acarnania, en Grecia, que bordea el este del golfo de Arta.
Se extiende de norte a sur a lo largo de entre veinticinco y treinta kilómetros y tiene unos diez de anchura. Al oeste de la cordillera se encuentra el fondo del golfo de Arta y, al este, el valle central del río Aspropótamos. Un ramal septentrional la conecta con las montañas epirotas. Al noroeste se extiende la llanura de Arta.
Los desfiladeros que la atraviesan de norte a sur son la principal vía de comunicación entre el oeste de la Grecia central y Epiro, razón por la cual es apodado a veces las «Termópilas del Oeste». Por ello ha desempeñado un papel estratégico desde la Antigüedad.